# Kabbali, Hassan
Kabbali là một làng thuộc tehsil Hassan, huyện Hassan, bang Karnataka, Ấn Độ.